# The Story of Post-Modernism
The Story of Post-Modernism: Five Decades of the Ironic, Iconic and Critical in Architecture erschien 2011 und war das letzte Buch von Charles Jencks. Jencks diskutiert die Geschichte der Postmoderne, insbesondere in den Bereichen Kunst und Architektur in den letzten fünf Jahrzehnten (seit 1960). Jencks argumentiert, dass die Postmoderne seit Beginn des Jahrtausends eine tiefgreifende Wiedergeburt erlebt hat, die untersucht werden sollte.
Die Geschichte der Postmoderne hat ihre Erzählung in sieben Teile unterteilt, die sowohl zeitlich geordnet als auch überlappend sind. Es veranschaulicht die Art und Weise, wie die postmoderne Bewegung durch verschiedene Gedankengänge auf und ab gegangen ist. Mithilfe zahlreicher Bilder und Diagramme konzentriert sich Jencks in jedem Kapitel auf die Hauptwerke einer bestimmten Zeit und bietet eine tiefgreifende Analyse dieser Werke.